# Miloud Boukerche
 (janvier 2017).
Miloud Boukerche est un peintre algérien né le 13 avril 1908 à Sidi-Bel-Abbès (Algérie) et mort le 13 avril 1978 à Vaucresson (Hauts-de-Seine).
Il est un des précurseurs de la peinture algérienne avec Ahmed Benslimane (1916-1951), Abdelhalim Hemche (1906-1978), Azouaou Mammeri (1886-1954) et Mohammed Zmirli (1919-1984). Il sera en effet l’un des premiers Algériens à pratiquer la peinture de chevalet.

## Biographie
Né le 13 avril 1908 à Sidi-Bel-Abbès, Miloud Boukerche suit une double scolarité à la medersa et à l’école française. Quelques années plus tard, il exerce comme dessinateur dans une maison de soieries. Il se rend ensuite à Paris pour entrer à l’École nationale supérieure des beaux-arts. Ce départ aurait été fortuit. Il se serait rendu en France pour une compétition sportive et, lors de son séjour, ses talents artistiques auraient été remarqués par une personne qui l’incitera à étudier les arts. Élève studieux, il s’exerce à la copie. Il aurait reproduit[évasif] entre autres au musée du Louvre la toile de Johannes Vermeer, La Jeune Fille à la perle. Durant ses études, il expose au Salon des artistes français. Dans les années 1930, il travaille à Paris dans la publicité cinématographique. Il rentre ensuite en Algérie où, influencé par Eugène Delacroix et Étienne Dinet notamment, il opte pour l’orientalisme, à l’instar de tous les premiers peintres algériens. La première exposition de Miloud Boukerche date de 1947 au Cercle franco-musulman d’Alger. 
Il se consacre ensuite à la peinture à l’huile essentiellement comme portraitiste. Il peint le portrait du roi du Maroc Mohamed V, le grand père du roi actuel, et en 1961 celui du peintre Georges Mathieu. À la fin des années 1950, il est récompensé d'une médaille d’or au Salon des artistes français pour le portrait d’un aristocrate espagnol. Il réalise également beaucoup de scènes de genre orientales à Bou-Saada en Algérie dans les années 1940 dans la lignée d'Étienne Dinet. Il travaille à Paris dans son atelier de la place Pigalle, puis à Vaucresson dans l’atelier qu’il a aménagé à son domicile. Il est également copiste officiel du musée du Louvre dans les années 1960, où il copie des tableaux pour des acheteurs étrangers.
Il vit à Vaucresson de 1934 à sa mort, le 13 avril 1978.
Il laisse une production qui n’a pas été cataloguée, mais parfois présente dans les salles de ventes aux enchères. Les titres des toiles indiquent bien la vision exotique de cet artiste : Berbère près de l’oasis, Jeune homme lutinant une Ouled Naïl, Élégante sur la terrasse en Algérie. De même, ils confirment le fait qu’il ait beaucoup peint également des sujets marocains : Idylle de l’Atlas, Jeune femme allaitant, sud marocain.